# 仙女座II
仙女座 Ⅱ是位於仙女座的一個矮橢球星系，距離大約222萬光年。它是本星系群的一員，也是M31的衛星星系，但是他也很接近M33，所以也能是M33的衛星星系，而這一點還不是很清楚。
它是Sydney van Der Bergh在1970年和1971年使用帕羅馬天文台48英吋（1.2公尺）的施密特望遠鏡進行攝影乾板巡天時，與仙女座 I和仙女座 Ⅲ一起發現的。 而推測仙女座 Ⅳ可能也是在背景中的一個星系。（van dan Bergh 1972）

## 外部連結
- SEDS: Dwarf Spheroidal Galaxy Andromeda II